# Claude Rostand
Claude Rostand (Parigi, 3 dicembre 1912 – Villejuif, 9 ottobre 1970) è stato un musicologo, saggista e critico musicale francese.

## Biografia
Mentre studiava letteratura e diritto alla Sorbona, studiò privatamente pianoforte, armonia, contrappunto e composizione al Conservatorio di Parigi con Jacques Février, Norbert Dufourcq, Édouard Mignan e Marc Vaubourgoin.
Umanista, riconosciuto per la sua grande erudizione, lavorò come critico musicale per il quotidiano Le Monde, il letterario Figaro e la rivista Carrefour. Fu anche corrispondente francese per le riviste Melos e Musical America e per il New York Times. Docente presso le Jeunesses musicales de France, partecipò a numerosi programmi dell'ORTF e lavorò per diverse radio tedesche. Tenne una serie di conferenze radiofoniche dal titolo Ephémérides de la musique contemporaine.
Nel 1958 organizzò concerti di musica contemporanea al Théâtre National Populaire con il nome di "Musique d'Aujourd'hui". Nel 1961 divenne vicepresidente dell'ISCM (Società Internazionale per la Musica Contemporanea). Nel 1966 girò un film su Erik Satie per la televisione di Baden-Baden.
Aperto alla musica più varia, Claude Rostand si interessò particolarmente allo studio della musica del XIX secolo e all'avanguardia del XX secolo.

## Saggi
- L’œuvre de Gabriel Fauré (Parigi, 1945)
- Petit guide de l’auditeur de musique: les chefs-d’œuvre du piano (Parigi, 1950)
- Petit guide de l’auditeur de musique: les chefs-d’œuvre de la music de chambre (Parigi, 1952)
- La Musique française contemporaine (1952)
- Avec Darius Milhaud: entretiens avec Claude Rostand (Parigi, 1952)
- Avec Francis Poulenc: entretiens avec Claude Rostand (Parigi, 1954)
- Brahms (Parigi, 1954–1955)
- Olivier Messiaen (Parigi, 1957)
- L'oeuvre de Pierre-Octave Ferroud: catalogue (Parigi, 1957)
- Avec Igor Markévitch: entretiens avec Claude Rostand (Parigi, 1959)
- Liszt (Parigi, Seuil, coll. Solfeggi, n. 15, 1960)
- La musique allemande (Parigi, 1960)
- Richard Strauss: l’homme et son œuvre (Parigi, 1964)
- Hugo Wolf (Parigi, 1967)
- Anton Webern: l'Homme et son oeuvre (Paris, Edition Seghers 1969)
- Dictionnaire de la musique contemporaine (Parigi, 1970)

Inoltre, Claude Rostand contribuì a diverse pubblicazioni collettive:
- Histoire de la musique de la Pléiade (1960-1963),
- Stravinsky, opera collettiva, (1963),
- La musique sérielle d'aujourd'hui, dans le cadre d'une enquête dirigée par André Boucourechliev (1965-66),
- Schumann, opera collettiva, (1970).

## Premio Claude Rostand
Ogni anno il sindacato della critica di teatro, musica e danza assegna i suoi Gran Premi che contraddistinguono gli spettacoli e le personalità artistiche che hanno segnato la stagione. Il premio Claude-Rostand premia una produzione lirica.